# Wawrzyniec Teisseyre

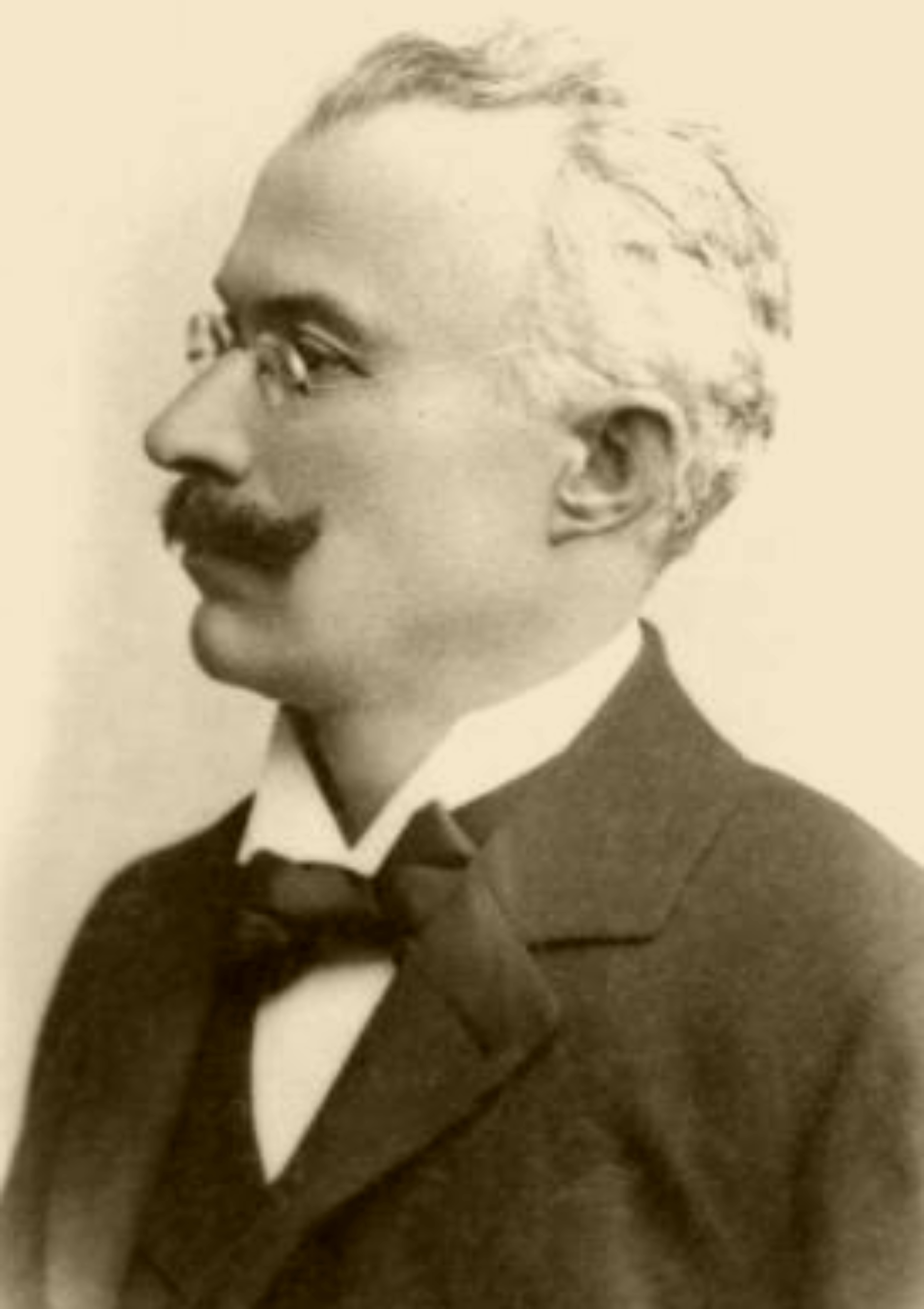
Der Geologe und Entdecker Teisseyre.

Wawrzyniec Teisseyre (* 10. August 1860 in Krakau; † 2. April 1939 in Lemberg) war ein polnischer Geologe und Entdecker der nach ihm benannten Tesseire-Tornquist-Zone.

## Leben
Teisseyres Urgroßvater war Offizier unter König Ludwig XVI. und wurde während der Französischen Revolution hingerichtet, seine Urgroßmutter zog daraufhin nach Krakau, wo sich die Familie bereits in der folgenden Generation polonisierte, den Nachnamen aber in der französischen Version beibehielt.
Wawrzyniec Teisseyre besuchte Schulen in Krakau und Lemberg, wonach er sich 1878 zum Geologie- und Paläontologiestudium nach Wien begab. In den Jahren 1878 bis 1883 studierte er auch an der Montanuniversität Leoben. 1885 verlieh ihm die Universität Wien die Doktorwürde im Bereich der Geologie, woraufhin er nach Polen zurückkehrte, um Lehrstühle an den Universitäten in Krakau und Lemberg zu übernehmen. 1925 erlangte Teisseyre die Professorenwürde. Er verstarb kurz vor Beginn des Zweiten Weltkriegs in Lemberg.

## Schaffen
Teisseyres größte Errungenschaft war 1893 die Entdeckung und Beschreibung einer geologischen Deformationszone in Mitteleuropa, die den plattentektonischen Grenzbereich zwischen dem Baltischen Schild Skandinaviens (Baltika) und dem östlichen Mitteleuropa darstellt. Als geologische Schwächezone trennt sie zwei Bereiche der großen Eurasischen Kontinentalplatte. Einige Jahre später wurde diese Entdeckung von dem deutschen Geologen Alexander Tornquist bestätigt und trägt daher den Namen Teisseyre-Tornquist-Zone, wobei in der westeuropäischen Wissenschaft oft nur die Bezeichnung Tornquistzone verwendet wird, sodass der eigentliche Entdecker außer Acht gelassen wird.
Teisseyre leistete darüber hinaus einen wichtigen Beitrag zur wissenschaftlichen Beschreibung der Karpaten und erforschte über viele Jahre die Erdölvorkommen in Rumänien.